# Uchaux
Uchaux é uma comuna francesa na região administrativa da Provença-Alpes-Costa Azul, no departamento de Vaucluse. Estende-se por uma área de 18,48 km². Em 2010 a comuna tinha 1 708 habitantes (densidade: 92,4 hab./km²).